# جميل عبد الوهاب
جميل عبد الوهاب عبد الرزاق هو محام وقاض وسياسي عراقي، ولد في بغداد عام 1913، شغل مناصب وزارية مختلفة خلال العهد الملكي في العراق، حيث شغل مناصب وزير المعارف ووزير الشؤون الاجتماعية ووزير العدلية.
اكمل دراسته الابتدائية والثانوية ببغداد، ودخل كلية الحقوق وتخرج فيها سنة 1931. مارس القضاء سنة 1933، لكنه ترك القضاء ليمارس المحاماة والسياسة. انتخب نائبا عن لواء ديالى سنة 1940 و1943، وانتخب نقيبا للمحامين مرتين سنة 1943 ثم سنة 1944. شغل منصب نقيب المحامين عام 1946 خلفا لنجيب الراوي، لكنه نجيب الراوي عام لمنصب النقيب قبل نهاية العام عندما شغل جميل عبد الوهاب منصب وزير في وزارة نوري السعيد التاسعة.
كما عين سفيرا للعراق في بيروت سنة 1955، وكان آخر وزير للعدلية في العهد الملكي.
اختفى عن الأنظار بعد ثورة 14 تموز 1958 حتى هرب إلى لبنان، وتوفي في بيروت عام 1973.[بحاجة لمصدر]

## روابط خارجية
- [https://%5Bبحاجة+لمصدر%5Dcom/mochtaratt/38064-2018-12-02-21-56-40.html حكاية هروب الوزير جميل عبد الوهاب ]